# Термінал ЗПГ Джайгарх
Термінал ЗПГ Джайгарх – індійський інфраструктурний об’єкт для імпорту зрідженого природного газу (ЗПГ).
На початку 21 століття на тлі зростання енергоспоживання в Індії виник дефіцит природного газу, для покриття якого почали споруджувати термінали по прийому ЗПГ. Спершу такі комплекси створювали за стаціонарною схемою (термінали ЗПГ Дахедж, Хазіра, Дабхол, Кочі, Мундра, Еннора), проте у випадку терміналу в Джайгарху вперше залучили плавучу установку зі зберігання та регазифікації (FSRU).
На вибів місця розміщення об’єкта вплинула наявність в Джайгарху порту з глибиною 14,1 метра, що забезпечує прийом ЗПГ-танкерів розмірності Q-max. Крім того, тут існувала можливість розмістити причал терміналу із внтурішньої сторони наявного хвилеламу, що суттєво зменшувало капітальні витрати.
Видача продукції терміналу має відбуватись до розташованого дещо північніше газового хабу в Дабхолі, для чого проклали газопровід довжиною 57 км та діаметром 750 мм, який розрахований на робочий тиск у 11,5 МПа. В подальшому планується спорудити значно протяжнішу лінію на південь до Мангалуру.
Для роботи в Джайгарху зафрахтували плавучу установку у норвезької компанії Höegh. Навесні 2018-го та навесні 2020-го до узбережжя Махараштри прибувала установка "Cape Ann", проте обидва рази власник терміналу не впорався із його введенням у дію. В квітні 2021-го установка від Hoegh  – на цей раз нею була "Höegh Giant" – утретє прибула до Джайгарху, проте і тепер запустити термінал не вдалось.
Проектом пікується компанія H-Energy.